# Chéry-lès-Pouilly
Chéry-lès-Pouilly ist eine französische Gemeinde mit 737 Einwohnern (Stand: 1. Januar 2022) im Département Aisne der Region Picardie. Sie gehört zum Arrondissement Laon und zum Kanton Marle. Die Einwohner werden Chérisiens genannt.

## Geographie
Die Gemeinde Chéry-lès-Pouilly liegt etwa zwölf Kilometer nördlich von Laon am Flüsschen Rucher (hier auch noch Buzelle genannt). Durch die Gemeinde führt die Autoroute A26. Umgeben wird Chéry-lès-Pouilly von den Nachbargemeinden Pouilly-sur-Serre im Norden, Crécy-sur-Serre im Norden und Nordosten, Chalandry im Nordosten, Barenton-Cel im Osten, Aulnois-sous-Laon im Südosten und Süden, Vivaise im Südwesten, Couvron-et-Aumencourt im Westen sowie Assis-sur-Serre im Westen und Nordwesten.

## Bevölkerungsentwicklung
| Jahr                       | 1962 | 1968 | 1975 | 1982 | 1990 | 1999 | 2010 | 2021 |
| Einwohner                  | 700  | 633  | 605  | 702  | 702  | 645  | 673  | 736  |
| Quellen: Cassini und INSEE |      |      |      |      |      |      |      |      |

## Sehenswürdigkeiten
- Kirche Saint-Rémi aus dem 13./14. Jahrhundert

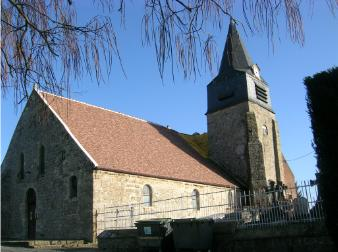
Kirche Saint-Rémi